# Vergílio Ferreira
Vergílio António Ferreira (n. 28 ianuarie 1916, Melo⁠(d), Beiras e Serra da Estrela⁠(d), Portugalia – d. 1 martie 1996, Lisabona, Portugalia) a fost un scriitor, eseist, profesor portughez și o figură cheie în literatura de limbă portugheză. Producția sa literară prolifică, cuprinzând opere de ficțiune (romane, nuvele), eseuri filozofice și jurnale literare, se împarte în general între neorealism, dominant în ficțiunea portugheză la acea vreme, și existențialism.
În 1992, Ferreira a primit Premiul Camões, un premiu literar care urmărește să distingă marile nume ale literaturii portugheze. Numele său rămâne legat de literatura portugheză prin atribuirea anuală a Premiului literar Vergílio Ferreira de către municipalitatea din Gouveia.

## Biografie
Ferreira a intrat într-un seminar la vârsta de 10 ani și a plecat la 16 ani. Mai târziu a studiat la Universitatea din Coimbra. Experiențele sale sunt relatate în cea mai faimoasă lucrare a sa Manhã Submersa (Dimineață cețoasă, lit. Dimineață scufundată), care a fost publicată în 1953 și ecranizată în 1980. Printre cele mai bune romane ale sale se numără și Aparição (1959).
A lucrat cea mai mare parte a vieții ca profesor în mai multe locuri din Portugalia.

## Opera

### Ficțiune
- 1938 A curva de uma vida (postum)
- 1943 O Caminho Fica Longe [11]
- 1944 Onde Tudo Foi Morrendo
- 1946 Vagão "J"
- 1947 Promessa (postum)
- 1949 Mudança
- 1953 A Face Sangrenta
- 1954 Manhã Submersa
- 1959 Aparição
- 1960 Cântico Final
- 1962 Estrela Polar
- 1963 Apelo da Noite
- 1965 Alegria Breve
- 1971 Nítido Nulo
- 1971 Apenas Homens
- 1974 Rápida, a Sombra
- 1976 Contos
- 1979 Signo Sinal
- 1983 Para Sempre
- 1986 Uma Esplanada Sobre o Mar
- 1987 Até ao Fim
- 1990 Em Nome da Terra
- 1993 Na Tua Face
- 1995 Do Impossível Repouso
- 1996 Cartas a Sandra

### Eseuri
- 1943 Sobre o Humorismo de Eça de Queirós
- 1957 Do Mundo Original
- 1958 Carta ao Futuro
- 1963 Da Fenomenologia a Sartre
- 1963 Interrogação ao Destino, Malraux
- 1965 Espaço do Invisível I
- 1969 Invocação ao Meu Corpo
- 1976 Espaço do Invisível II
- 1977 Espaço do Invisível III
- 1981 Um Escritor Apresenta-se
- 1987 Espaço do Invisível IV
- 1988 Arte Tempo
- 1998 Espaço do Invisível V (posthumous)

### Jurnale
- 1980 Conta-Corrente I
- 1981 Conta-Corrente II
- 1983 Conta-Corrente III
- 1986 Conta-Corrente IV
- 1987 Conta-Corrente V
- 1992 Pensar
- 1993 Conta-Corrente-nova série I
- 1993 Conta-Corrente-nova série II
- 1994 Conta-Corrente-nova série III
- 1994 Conta-Corrente-nova série IV
- 2001 Escrever (postum)
- 2010 Diário Inédito (postum)